# Lista över europeiska samarbetsregioner
Detta är en lista över samarbetsregioner där flera europeiska länder medverkar:
- Alp-Adria (Slovenien, Kroatien samt delar av Österrike, Italien och Ungern)
- ARKO (Norge, Sverige)
- Barentssamarbetet (Norge, Sverige, Finland, Ryssland)
- Benelux (Belgien, Nederländerna, Luxemburg)
- Centrope (Slovakien, Tjeckien, Ungern, Österrike)
- EUREGIO (Nederländerna, Tyskland)
- Euregio Egrensis (Tjeckien, Tyskland)
- Kvarken (Finland, Sverige)
- Mittnorden (Norge, Sverige, Finland)
- Nordiska Atlantsamarbetet (NORA) (Island, Färöarna, Grönland, norra och västra delarna av Norge)
- Nordkalottrådet (Finland, Sverige, Norge)
- Saar-Lor-Lux (Frankrike, Luxemburg, Tyskland)
- Skärgårdssamarbetet (Finland, Sverige)
- Öresundsregionen (Danmark, Sverige)
- Östersjösamarbetet (Danmark, Estland, Finland, Lettland, Litauen, Polen, Ryssland, Sverige, Tyskland)
- Østfold-Bohuslän/Dalsland (Norge, Sverige)